# Sérgio Milliet
Sérgio Milliet da Costa e Silva (São Paulo, 20 de septiembre de 1898 — São Paulo, 9 de noviembre de 1966) fue un escritor, crítico de arte y literario, pintor, sociólogo y traductor brasileño.
Primero como poeta y crítico literario y después más que nada como crítico de arte y gestor cultural, su actuación tuvo gran influencia en el medio artístico y cultural de Brasil, y en particular sobre la generación modernista brasileña y los artistas e intelectuales surgidos en las décadas de 1930 y 1940. Participó de la fundación del Museo de Arte Moderno de São Paulo (MAM/SP) en 1948 y fue su director artístico entre 1952 y 1957.

## Biografía
Sus padres fueron Fernando da Costa e Silva y Aida Milliet, quien falleció cuando él tenía dos años. En 1912 se trasladó a Ginebra, para estudiar ciencias económicas y sociales en la Escuela de Comercio, estudios que concluyó en la Universidad de Berna. Permaneció en Suiza entre 1912 y 1920. Debido a su neutralidad, Suiza se convirtió durante la Primera Guerra Mundial en refugio de importantes intelectuales europeos, por lo que Milliet pudo vincularse a varios escritores y artistas plásticos que ya tenían renombre internacional.
En 1916 comenzó a colaborar con la revista Le Carmel. En Ginebra editó sus primeros libros de poesía, escritos en francés: Par le Sentier (1917) y Le Depart sous la Pluie (1919).
Regresó a Brasil en 1922 y se integró al por entonces limitado circuito intelectual y artístico de São Paulo. Adhirió al modernismo brasileño y participó de la Semana de Arte Moderna, pero como aún no hablaba ni escribía correctamente en su lengua natal, presentó un poema en francés, leído por un amigo ginebrino en el Teatro Municipal de São Paulo. 
En 1923 se radicó en París pero siguió en contacto con el ámbito cultural brasileño. Enviaba artículos para las revistas Ariel, Klaxon, Revista do Brasil y Terra Roxa. Traducía a poetas modernistas brasileños para la revista Lumière.
En su etapa europea, se familiarizó con las técnicas cubistas y futuristas, que empleó en su poesía. Según observó Leodegário A. de Azevedo Filho se nota la «falta casi total de puntuación, superposición de ideas e imágenes en lugar de secuencia lógica, técnica analógica, simultaneidad, versos elípticos, independientes, dando idea de discontinuidad».
Gracias a sus amistades y vínculos en Europa, se convirtió en un líder natural para sus colegas paulistas, quienes lo consideraban un vínculo entre la cultura europea y las aspiraciones de la intelectualidad brasileña de superar el provincianismo local. Di Cavalcanti se refirió a esa influencia ejercida por Milliet:

Cuando Sérgio Milliet regresó a Europa en 1923, fui detrás de él. En aquel tiempo, mientras Oswald de Andrade gastaba el dinero de su padre del modo más provinciano y burgués posible y Mário de Andrade era un mozo de iglesia que adoraba las procesiones, yo conocí la dureza de la supervivencia por cuenta propia; obtuve un empleo en la revista Monde y como periodista, sin contar a nadie que era pintor, entré en contacto con Braque, Picasso y toda la vanguardia francesa, siempre llevado y guiado por la mano de Sérgio Milliet.

Regresó a Brasil en 1925 y en ese año creó la revista Cultura, junto a Oswald de Andrade y Afonso Schmidt. En 1927 fue nombrado gerente del recién creado Diário Nacional, publicación oficial del Partido Democrático y editado en São Paulo. Mantuvo en este diario una columna sobre crítica de arte, titulada Terminus Seco. En 1932 publicó el libro Terminus sêco e Outros Cocktails con artículos de dicha columna.
Entre 1933 y 1935 fue secretario de la Escuela de Sociología y Política de São Paulo, donde también fue profesor entre 1937 y 1944.
Participó en 1935 de la formación del Departamento de Cultura de la prefectura de São Paulo, junto con otros intelectuales como Mário de Andrade, Rubens Borba de Moraes y Tácito de Almeida. Fue designado al frente de la División de Documentación Histórica y Social. En ese período asistió a Claude Lévi-Strauss en su pasaje por Brasil, investigó la inmigración en Brasil y los cambios en la clase obrera. Fue asistido por estudiantes de la Facultad de Derecho de la USP y de la Escuela de Sociología y Política.
En 1936 publicó Marcha a Ré, con notas sobre arte, literatura, cuestiones políticas, análisis de la realidad brasileña y de la problemática de la sociedad y del hombre de esa época. A partir de 1938 comenzó a escribir sobre literatura y arte en O Estado de S. Paulo y a publicar varias obras sobre crítica de arte. Se vinculó a los artistas del Grupo Clima de São Paulo y también comenzó a pintar.
En 1943 publicó A Pintura Norte-Americana, después de un viaje por Estados Unidos. En ese mismo año asumió la dirección de la Biblioteca Municipal de São Paulo y permaneció en el cargo hasta 1959. Promovió conferencias y encuentros con intelectuales y artistas, firmó acuerdos con otras instituciones como la Biblioteca Nacional de Francia, y el 25 de enero de 1945 inauguró la Sala de Artes, que se constituyó en el primer acervo público de arte moderno brasileño. Esta sala, que más adelante pasó a llamarse como su fundador, tiene un acervo de 28.000 libros de disciplinas artísticas y una colección de obras de arte que están custodiadas en la Pinacoteca Municipal, ubicada en el Centro Cultural São Paulo. En ese mismo año comenzó a publicarse el Boletim Bibliográfico y la Revista da Biblioteca Mário de Andrade.
En 1944 publicó el primero de diez volúmenes de Diário Crítico en los que compiló aquellas reseñas críticas y otras notas que fueron publicadas a partir de 1940 en O Estado de S. Paulo. El décimo y último volumen se publicó en 1959. Fueron reeditados en 1981, con un prólogo de António Cândido en el primer volumen.
Estuvo entre los firmantes, el 25 de agosto de 1945, del manifiesto fundacional de Esquerda Democrática, un agrupamiento interno de la Unión Democrática Nacional (UDN) que reunió a la oposición socialista al Estado Novo y que en 1947 se separó de la UDN para fundar el Partido Socialista Brasileño.
Fue uno de los principales impulsores de la creación del Museo de Arte Moderno de São Paulo (MAM/SP) en 1948, inaugurado al año siguiente. Integró el consejo del museo en las áreas de pintura y escultura y entre 1952 y 1957 fue su director artístico. En 1949 participó de la fundación de la Asociación Brasileña de Críticos de Arte (ABCA) y fue su primer presidente. Fue director de la segunda edición de la Bienal de São Paulo en 1953, de la tercera en 1955 y de la cuarta en 1957.
Se jubiló en 1959 y falleció en 1966, en São Paulo. En 1967 el Museo de Arte Moderno de São Paulo realizó una muestra retrospectiva de su obra pictórica.

## Obras
Poesía
- Par le Sentier (Ginebra, 1917)
- En Singeant (Ginebra, 1918) en colaboración con Charles Reber
- Le Depart sous la Pluie (Ginebra, 1919, São Paulo, 1920)
- L'Oeil de Boeuf (Amberes, 1923)
- Poemas Análogos (São Paulo, 1927)
- Poemas (São Paulo, 1937)
- Poesias (Porto Alegre, 1946)
- Poema do Trigésimo Dia (São Paulo, 1950)
- Alguns Poemas entre muitos (São Paulo, 1957)
- Cartas À Dançarina (1959)

Ensayos
- Terminus sêco e Outros Cocktails (1932; artículos de crítica de arte publicados en Diário Nacional)
- Marcha a Ré (1936; artículos sobre literatura y arte)
- Ensaios (1938; sobre arte, literatura, historia social)
- Pintores e Pintura (1940)
- O Sal da Heresia. Novos Ensaios de Literatura e Arte (1941)
- Roteiro do Café e outros Ensaios Contribuição para o Estudo da História e Social do Brasil (1941)
- Fora de Forma. Arte e Literatura (1942)
- Marginalidade da Pintura Moderna (1942)
- A Pintura Norte-Americana (1943)
- Oh! Valsa Latejante (São Paulo, 1943)
- Pintura Quase Sempre (1944)
- Panorama da Poesia Brasileira (1952)

Narrativa
- Roberto (1935)

Diarios
- De Ontem, De Hoje, De Sempre (volumen 1, 1960 - volumen 2, 1962)

Otros
- Diário Crítico (diez volúmenes publicados entre 1944 y 1959. Notas publicadas en O Estado de S. Paulo, a partir de 1940)